# 삼칠일
삼칠일(三七日) 또는 세이레는 산모가 아기를 낳은 후 행동을 조심하는 기간이다. 이 기간 동안 산모와 아기는 되도록 외부인과 접촉을 하지 않고 미역국을 먹으며 몸조리를 한다. 예전에는 출산을 하면 삼칠일 동안 금줄을 쳐서 잡인의 출입을 막았다.

## 같이 보기
- 한국의 산후조리
- 산후조리